# Aegopogon
Aegopogon là một chi thực vật có hoa trong họ Hòa thảo (Poaceae).

## Loài
Chi Aegopogon gồm các loài: